# Orenice
Orenice [ɔrɛˈnit͡sɛ] es un pueblo ubicado en el distrito administrativo de Gmina Piątek, dentro del Distrito de Łęczyca, Voivodato de Łódź, en Polonia central. Se encuentra aproximadamente a 3 kilómetros al noreste de Piątek, a 22 kilómetros al este de Łęczyca, y a 34 kilómetros al norte de la capital regional Lodz.